# Ruzajewka
Ruzajewka to miasto w europejskiej części Federacji Rosyjskiej, w Republice Mordowińskiej, nad rzeką Insar w dorzeczu Wołgi.
Liczba mieszkańców w 2005 roku wynosiła 48 973. W mieście dominuje przemysł maszynowy, chemiczny, spożywczy.